# Галерија легат Петра Добровића
| Галерија легат Петра Добровића |                                                                                          |
|                                |                                                                                          |
| Фотографија простора галерије  |                                                                                          |
| Врста:                         | Државна установа                                                                         |
| Основана:                      | 1974.                                                                                    |
| Седиште:                       | Краља Петра 36/4 Београд · Србија                                                        |
| Директор:                      | Марија Коларић                                                                           |
| Структура:                     | - Легат                                                                                  |
| Веб презентација               | https://msub.org.rs/o-galeriji-petra-dobrovica Архивирано на веб-сајту (17. јануар 2021) |

Галерија легат Петра Добровића  једна је од београдских галерија отворена у јуну 1974. године на основу уговора између супруге Петра Добровића (1890-1942), његовог сина и Скупштине града Београда. Галерија је од стране града поверена Музеју савремене уметности у Београд на управљање.

## Положај и размештај
Меморијална галерија Петра Добровића се налази у улици Краља Петра 36 на четвртом спрату у Београду, у стану у којем је овај признати уметник живео и радио.

## Живот и каријера дародавца
Петар Добровић (Печуј, 14. јануар 1890—Београд, 27. јануар 1942) је био познати српски сликар и политичар рођен у граду Печују, данашњој Мађарској. Један је од водећих представника модернизма југословенске уметности између два светска рата.
Као представник српског колоризма, био је познат по портретима и пејзажима. У раним годинама био је импресиониста и кубиста. Писао је и ликовну критику.
Био је председник мале, краткотрајне српско-мађарске Барањско-Бајске Републике која је проглашена 14. августа 1921. Убројен је међу 100 најзнаменитијих Срба.
Сликарки опус Петра Добровића налази се у самом средишту српског модернизма, а зенитни део је историографски код многих теоретичара постављен у четврту деценију прошлог века, тачније у онај део који је припадао колористичком експресионизму. Хедонистичко сликарство коме је изнад свега био привржен, одвело га је према изузетном богатству хроматске палете, колико и према блиставом светлу које се прелива у пуном интензитету преко његових платана. Велики опус Петар Добровић је оставио и у портретској уметности у коме је сачинио бројне анализе и карактеролошке студије које спадају међу највреднијим у српско уметности прве половине двадесетог века.

## О легату
Галерија обухвата легат који се састоји од 125 уметничких дела Петра Добровића, и то:
- слике у уљу на платну,
- слике у темпери,
- слике у акварелу,[5]
- слике у пастелу,
- цртеже

Поред уметничких дела, у колекцији Галерије налази се и документарни материјал о животу и делу Петра Добровића, који је обрађен и објављен захваљујући залагању уметникове супруге Олге Добровић.
Галерија „Петар Добровић“ у Београду баштини и стара се не само о Добровићевој заоставштини и опусу од 1,407 дела, већ и о 20 радова других уметника.
Године 2021. отворена је реновирана Галерија, у Улици краља Петра 36 на четвртом спрату.

## Каталог
Каталог колекције Галерије објављен је 1989. године.

## Тематске изложбе
Од 2010. године Галерија организује  годишње изложбе из опуса Петра Добровића, у виду тематских приказа дела из опуса уметника.

## Галерија
- Део слика из заоставштине Петра Добровића
- Простор галерије
- Младић (аутопортрет) са књигом, 1914.
- Јадрански предео, 1919-1920
- Портрет девојке, 1920.
- Боеми, 1927.
- Девојчица из Холандије, 1931.
- Мртва природа са Стијовићевом Евом, 1932.
- Портрет Ивана Табаковића, 1932.
- Портрет Косте Страјнића, 1935.
- Млини са брдом, 1936.
- Портрет Олге Добровић, 1938.
- Мој син Ђорђе, 1939.
- Две фигуре у башти, 1941.